# Sebastijan Valentan
Sebastijan Valentan (Maribor, 17 marzo 1983) è un presbitero, teologo e magistrato sloveno, giudice presso il tribunale ecclesiastico metropolitano di Maribor e collaboratore dell'Istituto per il diritto canonico presso la Facoltà di Teologia dell'Università di Lubiana.

## Biografia

### Formazione
Nato a Maribor il 17 marzo del 1983, è stato ordinato sacerdote il 29 giugno 2010, celebrando la sua prima messa nella chiesa parrocchiale di San Giorgio a Jurovski Dol. Ha completato gli studi di teologia e filosofia presso la Facoltà di teologia dell'Università di Lubiana (distaccamento di Maribor).
Dal 2014 al 2020 è stato borsista del Pontificio Collegio Teutonico di Santa Maria dell'Anima a Roma. Nel 2016 ha completato la sua formazione nel campo del diritto canonico matrimoniale ed ha conseguito il diploma presso il Tribunale della Rota Romana. Nel 2017 ha conseguito il master universitario di diritto canonico presso la Pontificia Università della Santa Croce. Il 10 dicembre 2020 ha conseguito il dottorato in diritto canonico presso la stessa università con una tesi sul diritto dei fedeli ai mezzi di comunicazione sociale in Slovenia.

### Carriera
Sebastijan Valentan è giudice presso il Tribunale Ecclesiastico Metropolitano di Maribor e collaboratore dell'Istituto per il diritto canonico presso la Facoltà di teologia dell'Università di Lubiana. Dal 2020 è membro e segretario del gruppo di esperti per la protezione dei giovani minorenni e degli adulti vulnerabili presso la conferenza episcopale slovena, avvocato e rappresentante nei procedimenti penali ecclesiastici.
Il Ministero della cultura Sloveno lo ha nominato, fino al 31 dicembre 2021, esperto della repubblica di Slovenia nel gruppo di lavoro del metodo aperto di coordinamento per il multilinguismo presso la commissione europea. È membro di: Canon Law Society of Great Britain and Ireland, Canadian Canon Law Society e Società canonica Croata.
Come assistente visitatore presso la rappresentanza permanente della Santa Sede presso l'Ufficio delle Nazioni Unite, ha partecipato a gruppi di lavoro e riunioni informali dell'Ufficio dell'Alto commissariato delle Nazioni Unite per i diritti umani e del Consiglio economico e sociale delle Nazioni Unite (Commissione economica per l'Europa). È anche amministratore parrocchiale della parrocchia di Malečnik.
Nel suo lavoro di ricerca scientifica, si concentra sullo studio dei rapporti legali tra lo Stato e la Chiesa e altre comunità religiose. I suoi articoli sono pubblicati in diverse lingue su varie riviste specialistiche. Ha tradotto diversi libri.;

## Opere
- "La percezione legale alla libertà di fede in una società europea moderna e nel diritto religioso statale in Slovenia"; su Edinost in dialog (rivista per la teologia ecumenica ed dialogo interreligioso), anno 74, numero 1, 2019 (SL)
- "Freedom of Religion in International Law, The Canonist: Journal of the Canon Law Society of Australia and New Zealand", volume 10, n° 1, 2019 (EN)
- L'infedeltà come capo di nullità matrimoniale, 2017 https://plus.si.cobiss.net/opac7/bib/10647811[collegamento interrotto]